# Blastomeer
Een blastomeer is een celtype dat wordt geproduceerd door celdeling van de zygote na bevruchting. Blastomeren zijn een essentieel onderdeel van de vorming van de blastula bij zoogdieren, en de blastocyste bij mensen.

## Kenmerken van menselijke blastomeren

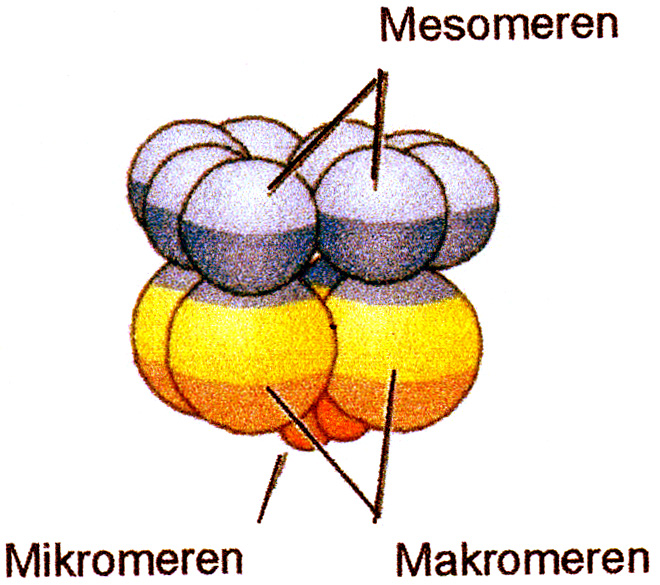
Micromeren, mesomeren en macromeren

Bij mensen begint de vorming van blastomeren onmiddellijk na de bevruchting en gaat door gedurende de eerste week van de embryonale ontwikkeling. Ongeveer 90 minuten na de bevruchting deelt de zygoot zich in twee cellen. De tweecellige blastomere toestand, aanwezig nadat de zygote zich voor het eerst heeft gedeeld, wordt beschouwd als het vroegste mitotische product van de bevruchte eicel. Deze mitotische delingen gaan door en resulteren in een groep cellen die blastomeren worden genoemd. Afhankelijk van de verdeling van de celinhoud van de zygote over de blastomeren kunnen deze verschillende afmetingen hebben.
- De macromeren zijn de grootste blastomeren.
- De mesomeren zijn middelgrote blastomeren.
- De micromeren zijn kleine blastomeren. Ze zijn belangrijk voor de asvorming in het embryo en induceren het de bestemming van aangrenzende blastomeren. De transcriptiefactor β-catenine is belangrijk. Het is gelokaliseerd in micromeren en in de kern van aangrenzende cellen. Micromeren worden gedefinieerd door de hoge concentratie van deze stof. Het geeft ze hun inductieve capaciteit. In de kern worden bepaalde genen, afhankelijk van de concentratie, getranscripteerd door β-catenine, waarvan de producten verdere ontwikkelingen teweegbrengen.

Tijdens het delingsproces neemt de totale omvang van het embryo niet toe, waardoor elke deling resulteert in steeds kleinere cellen. Wanneer de zygote 16 tot 32 blastomeren bevat, wordt dit een morula genoemd. Dit zijn de voorbereidende fasen waarin het embryo zich begint te vormen. Zodra dit begint, kunnen microtubuli in het cytosolische materiaal van de morula in de blastomeercellen zich ontwikkelen tot belangrijke membraanfuncties, zoals natriumpompen. Deze pompen zorgen ervoor dat de binnenkant van het embryo zich vult met blastocoelvocht, wat de verdere groei van het leven ondersteunt.
Het blastomeer wordt beschouwd als totipotent; dat wil zeggen dat blastomeren zich kunnen ontwikkelen van een enkele cel tot een volledig vruchtbaar volwassen organisme. Dit is aangetoond door middel van onderzoeken en vermoedens die zijn gedaan met blastomeren van muizen, waarvan is aangenomen dat ze ook gelden voor de meeste blastomeren van zoogdieren. Studies hebben monozygote tweelingblastomeren van muizen in hun tweecellige toestand geanalyseerd en hebben ontdekt dat wanneer een van de tweelingblastomeren wordt vernietigd, zich nog steeds een volledig vruchtbare volwassen muis kan ontwikkelen. Er kan dus worden aangenomen dat, aangezien een van de tweelingcellen totipotent was, de vernietigde cel dat oorspronkelijk ook was
De relatieve blastomeergrootte binnen het embryo is niet alleen afhankelijk van het stadium van de splitsing, maar ook van de regelmaat van de splitsing tussen de cellen. Als het aantal blastomeren in de cellulaire massa gelijk is, moeten de afmetingen van de cellen congruent zijn. Als het aantal blastomeren in de cellulaire massa echter niet gelijk is, moet de deling asynchroon zijn, zodat de grootte van de cellen het specifieke differentiatiestadium van de massa het beste ondersteunt. De blastomeergrootte wordt doorgaans als ongelijkmatig beschouwd als de ene blastomeer een diameter heeft die meer dan 25% groter is dan die van de andere die wordt vergeleken.

## Differentiatie van blastomeren

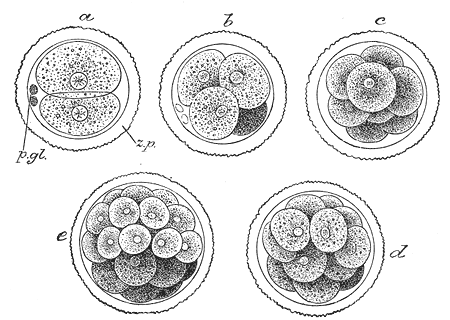
Eerste stadia van celdeling in een bevruchte eicel van een zoogdier. z.p. Zona pellucida. p.gl. Poollichaampjes a. Tweecellig stadium b. Viercellig stadium c. Achtcellig stadium d, e Morula-stadium

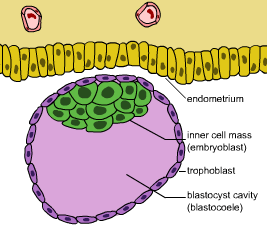
Blastocyste. Een blastocyste bestaat uit minimaal 128 blastomeren.

Bij de menselijke embryonale ontwikkeling in het achtcellige stadium ondergaat het embryo, na drie celdelingen te hebben ondergaan, enkele veranderingen terwijl het zich ontwikkelt tot een blastomeer. De differentiatie van het blastomeer maakt de ontwikkeling van twee verschillende celpopulaties mogelijk: de binnenste celmassa, die de voorloper van de morula wordt en de trofoblast, dat de voorloper van de placenta wordt. Deze voorlopers verschijnen doorgaans wanneer er 8 en 16 cellen zijn gevormd.
Tijdens de differentiatieperiode van 8 cellen vormen de blastomeren de zonula adhaerensen en polariseren ze vervolgens langs de apicaal-basale as. Deze polarisatie verandert permanent de morfologie van deze cellen en start het differentiatieproces. Hierna wordt de 8-cellige blastomeermassa compacter door onderling nauwe verbindingen te vormen en cytosolische componenten van de cel hopen zich op in het apicale gebied terwijl de kern van elke cel naar het basale gebied beweegt. Vervolgens wordt de zonula adhaerens gevormd en wordt het blastomeer afgevlakt om het apicale corticale domein te vestigen. Zodra de overgang naar een massa van 16 cellen begint, verdwijnt het apicale corticale domein, maar blijven elementen van polariteit behouden. Hierdoor kan ongeveer de helft van de blastomeren polaire gebieden erven die het apicale corticale domein kunnen herbouwen. De andere blastomeren die differentiëren, zullen dan apolair worden. Polaire blastomeercellen die differentiëren, zullen naar een buitenste positie in de zich ontwikkelende blastocyst verplaatsen en voorlopers voor de trofoblast worden, terwijl de apolaire cellen naar een binnenste positie zullen bewegen en zich tot het embryo zullen gaan ontwikkelen. De cellen zullen dan volledig toegewijd zijn aan hun individuele stadia in een van deze twee domeinen in het 32-celstadium.

### Modellen van differentiatie
Er zijn twee hoofdmodellen voor differentiatie die bepalen welke blastomeercellen zich zullen verdelen in de binnenste celmassa of de trofoblast.
- De eerste veronderstelling staat bekend als het "binnen-buiten-model" en stelt dat de cellen differentiëren op basis van hun toestand in het 16-celstadium of later. Dit betekent dat volgens dit model blastomeercellen niet differentiëren op basis van cellulaire verschillen, maar dat ze dit doen vanwege mechanische en chemische stimuli op basis van waar ze zich op dat moment bevinden.[6]
- Het andere, meer algemeen aanvaarde model staat bekend als het "celpolariteitsmodel". Dit model stelt dat de oriëntatie van het delingsvlak in de 8-cel- en 16-celstadia hun latere differentiatie bepaalt.[7] Er zijn twee belangrijke manieren waarop blastomeren zich doorgaans delen: symmetrisch, wat loodrecht op de apicaal-basale as betekent, of asymmetrisch, wat horizontaal op de apicaal-basale as betekent. Veel potentiële hypothesen en vermoedens die proberen uit te leggen waarom deze cellen zichzelf oriënteren zoals ze dat doen. Sommige onderzoekers hebben verklaard dat vroegdelende blastomeren de neiging hebben zich asymmetrisch te delen,[8] terwijl anderen hebben voorgesteld dat de oriëntatie van blastomeren in het achtcellige stadium willekeurig is en niet op grotere schaal kan worden voorspeld.[9] Eén onderzoek in het bijzonder stelt dat de positie van de kern in elke blastomeer kan worden gebruikt om aan te geven hoe de cel zich zal delen: als de kern zich in het apicale gebied bevindt, zal de cel zich waarschijnlijk symmetrisch delen, terwijl als de kern zich in het basale gebied bevindt, dan zal de cel zich waarschijnlijk asymmetrisch delen.[10]

## Gerelateerde stoornissen
Het is mogelijk dat er fouten optreden tijdens het proces van herhaalde celdeling. Bij veel voorkomende fouten wordt het genetische materiaal bij de celdeling niet gelijkmatig verdeeld. Normaal gesproken heeft elke dochtercel, wanneer een cel zich deelt, hetzelfde genetische materiaal als de oudercel; als het genetisch materiaal niet gelijkmatig verdeeld is tussen de twee dochtercellen, vindt er een gebeurtenis plaats die non-disjunctie wordt genoemd. Omdat deze gebeurtenis slechts in één van de verschillende cellen plaatsvindt die op dit moment bestaan, zal het embryo zich blijven ontwikkelen, maar zal het enkele normale cellen en enkele abnormale cellen bevatten. Deze stoornis wordt mozaïcisme genoemd.
Dit mozaïcisme, vooral van diploïdie en polyploïdie, kan leiden tot het mislukken van de meiose en de mitose. Wanneer deze noodzakelijke vroege celdelingen niet plaatsvinden, kan het embryo polyploïde reuskankercellen gaan vormen die zeer vergelijkbaar zijn met blastomeercellen om te groeien en te evolueren als reactie op mechanische en chemische signalen, net zoals blastocystenvoorlopercellen dat doen. Studies hebben aangetoond dat deze reuskankercellen vaak ook het genetische equivalent zijn van somatische blastomeren.